# VEM Aktienbank
VEM Aktienbank é um banco de investimento sediado em Munique, com forte foco em ações corporativas e patrocínio designado para PMEs listadas em bolsa. Tendo negociado mais de 250 aumentos de capital e listagens desde a sua fundação em 1997, a VEM é um participante importante na OPI alemã e no mercado secundário. Os serviços para empresas estrangeiras incluem listagens duplas ou primárias (free floats ou OPI) em todos os segmentos de mercado alemães (mercado aberto, padrão de entrada, padrão geral, padrão principal da Bolsa de Frankfurt).